# کوئتزال گواتمالا
کوئتزال گواتمالا (به انگلیسی: Guatemalan quetzal) (به اسپانیایی: quetzal guatemalteco) با کد ایزوی GTQ، یکای پول رایج در کشور گواتمالا است. مسئولیت کنترل این یکای پول بر عهدهٔ بانک گواتمالا قرار دارد. هر کوئتزال به ۱۰۰ سنتاوو تقسیم می‌شود. 
کوئتزال نام خود را وامدار پرنده ملی گواتمالا، درازدامن درخشان است. در تمدن باستانی مایا، پرهای این پرنده به عنوان پول به کار می‌رفت.

## تاریخچه
کوئتزال در سال ۱۹۲۵ با نرخ ۱ کوئتزال در برابر ۶۰ پزو جایگزین پزوی گواتمالا شد.

## سکه‌ها

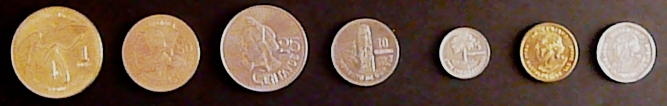
سکه‌های کوئتزال گواتمالا

## اسکناس‌ها
برای نمایش تاریخ فرهنگی گواتمالا، در کنج بالا سمت راست روی هر اسکناس، بهای آن اسکناس با عددهای دستگاه شمارش مایا درج شده است.
| نگاره | بها  | رنگ        | شرح                                                                            | شرح                                                      | توضیح                                            |
| نگاره | بها  | رنگ        | رو                                                                             | پشت                                                      | توضیح                                            |
| ----- | ---- | ---------- | ------------------------------------------------------------------------------ | -------------------------------------------------------- | ------------------------------------------------ |
|       | Q۰٫۵ | قهوه‌ای     | تکون اومن، شاهزاده و فرمانده قلمروی بومی هنگام حمله اسپانیایی‌ها                | تیکال                                                    | دیگر در گردش نیست ولی هنوز اعتبار دارد           |
|       | Q۱   | سبز        | خوزه ماریا ارلاننا، رییس‌جمهور گواتمالا هنگام تغییر یکای پول به کوئتزال         | بانک مرکزی گواتمالا                                      | در تاریخ ۲۰ اوت ۲۰۰۷ جنسش به بسپار تغییر یافت    |
|       | Q۵   | بنفش       | خوستو روفینو باریوس، از رهبران انقلاب لیبرال ۱۸۷۱                              | کلاس درس                                                 | در تاریخ ۱۴ نوامبر ۲۰۱۱ جنسش به بسپار تغییر یافت |
|       | Q۱۰  | قرمز       | میگل گارسیا گرانادوس، قائم‌مقام و رهبر اصلی انقلاب لیبرال ۱۸۷۱                  | انجمن ملی گواتمالا در ۱۸۷۲                               |                                                  |
|       | Q۲۰  | آبی        | ماریانو گالوز، رهبر گواتمالا، در جمهوری فدرال آمریکای مرکزی                    | امضای اعلامیه استقلال آمریکای مرکزی از امپراتوری اسپانیا |                                                  |
|       | Q۵۰  | نارنجی     | کارلوس زاکریسون، وزیر دارایی گواتمالا از ۱۹۲۳ تا ۱۹۲۶                          | کشت قهوه                                                 |                                                  |
|       | Q۱۰۰ | سپیداجی    | فرانسیسکو مروکین، نخستین اسقف گواتمالا، و بنیانگذار دانشگاه سن کارلوس گواتمالا | نخستین دانشگاهآنتیگوا گواتمالا                           |                                                  |
|       | Q۲۰۰ | آبی دریایی | سباستین هورتادو، ماریانو والورده، ژرمن آلچانتارا؛ سه آهنگساز ماریمبا           | ماریمبا، ساز ملی و متن آهنگی برای آن اثر آلچانتارا       |                                                  |